# Charles-Alexander van Arberg

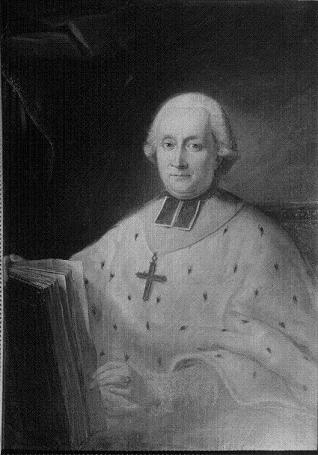

Familiewapen
Van Arberg

Charles-Alexander van Arberg, beter bekend als d'Arberg, (Nijvel, 21 augustus 1734 - kasteel la Rochette, bij Chaudfontaine, 10 mei 1809) was rijksgraaf, heer van Helmond en Rochette, baron van Elsloo, voogd van Limburg en bisschop van Ieper. Hij was het eerste kind uit het tweede huwelijk van Nicolaas-Maximiliaan van Arberg (1691-1767) en Henriette du Han de Martigny (1709-1742)

## Jeugdjaren
Hij werd door zijn vader voor de geestelijke stand voorbestemd en ontving de tonsuur toen hij tien was. Hij was pas zestien toen hij al een prebende had als kanunnik van de collegiale kerk in Leuze. Hij studeerde aan de universiteit van Leuven vanaf 1752 eerst de artes, vervolgens de rechten. Hij bekroonde deze studies in 1759 met een licentiaat in beide rechten. Tijdens zijn studies ontving hij de lagere wijdingen (in Namen) en het sub-diaconaat (in Luik).
Hij werd in bescherming genomen door de bisschop van Doornik, F. E. de Salm-Reifferscheid en kreeg door hem een prebende van kanunnik in Doornik. Zijn beschermheer wijdde hem tot diaken in maart 1760 en tot priester in december 1761. Op 1764 benoemde hij hem tot assessor en synodaal examinator van het vicariaat.

## Prinsbisdom Luik
Maar Arberg wilde toch liever naar het prinsbisdom Luik terugkeren. Niet zonder enige moeite slaagde hij er in een prebende te verwerven van kanunnik in de Sint-Pauluskathedraal. Naar aanleiding van die overgang schonk zijn vader hem het kasteel van La Rochette. Zowel de kosten die hij zich moest getroosten om de prebende van kanunnik te verwerven als de schulden die hij aantrof in La Rochette, maakten dat hij zich weldra in financiële moeilijkhedenn bevond.
Bisschop Karel d'Oultremont zag in de door financiële zorgen geplaagde heer van La Rochette een man die hij naar zijn hand kon zetten. Hij droeg Arberg voor als hulpbisschop en, na goedkeuring in Rome, kon hij hem tot titulair bisschop van Amyso wijden. Van 1767 tot 1786 was hij suffragaanbisschop van Luik, onder d'Oultremont, Velbrück en Hoensbroeck. Zijn opdracht bestond er hoofdzakelijk in om als wijbisschop op te treden, in eerste plaats de priesterwijdingen en de vormseltoedieningen te verzorgen. In deze periode wijdde hij diverse kerken in, o.a. de kerk van de capucijnen in Wittem (16 juni 1771) en de kerk in Vaals (19 juni 1771), de kerk in Munsterbilzen (1 juli 1778), een altaar in de kerk van Elsloo (9 juli 1780).
 In totaal wijdde hij 110 kerken en altaren, wijdde tien abten en abdissen en deed talrijke priesterwijdingen.
In 1772 diende hij aan Velbrück de wijdingen toe van diaken, priester en bisschop. Die was een neef van zijn stiefmoeder, de derde vrouw van zijn vader en dat hielp. Onder hem werd hij ook bij het wereldlijk bestuur van het prinsbisdom betrokken, als lid van de Geheime Raad en als reizende ambassadeur. In 1775 werd hij ook proost van het collegiaal kapittel in Hoei.

## Eeuwige kandidaat
Arberg had de ambitie om aan het hoofd van een bisdom te komen. Er deed zich een uitzonderlijke gelegenheid voor toen in 1771 de zetels van Gent, Namen en Doornik tegelijk vacant waren. Zowel voor Doornik als voor Namen behoorde hij tot de grote kanshebbers. Voor Gent kwam hij niet in aanmerking want hij kende geen Nederlands. Er kwam echter niets van in huis want de burgerlijke overheid verweet hem dat hij onrechtmatige taksen had geheven bij het toedienen van wijdingen. In de volgende jaren was er maar één vacature in het Franstalige deel van de Zuidelijke Nederlanden, die van Namen, en ook die ontglipte aan Arberg. Hij bleef dan ook een 'eeuwige kandidaat'.
In 1784 probeerde hij vergeefs om Velbrück op te volgen of om coadjutor met recht van opvolging te worden van de prins-abt van het Abdijvorstendom Stavelot-Malmedy.

## Bisschop van Ieper
In 1785 werd de zetel van Ieper vacant en opnieuw stelde Arberg zich kandidaat. Deze keer had hij geluk. De kennis van het Nederlands werd in dit bisdom, dat grotendeels in Frankrijk lag, niet als primordiaal beschouwd. Wel moest de bisschop soepel en gematigd zijn, om geschillen met Franse autoriteiten zo veel mogelijk te vermijden. Hij werd dan ook door keizer Jozef II op 12 april 1785 tot bisschop van Ieper benoemd en in het consistorie van 19 december 1785 bekrachtigde de paus deze benoeming. Op 9 april 1786 nam hij bezit van zijn bisschopszetel.
Tijdens de korte periode vooraleer de revoluties uitbraken, werd hij geconfronteerd met het jozefisme van de keizer. Hij stelde zich gematigd op, maar toch ook principieel. Toen het seminarie in Leuven werd gesticht, verleende hij aanvankelijk medewerking, maar toen aan zijn voorwaarden wat betreft de professoren en de beschikbare handboeken geen gevolg werd gegeven, trok hij zich terug.
Het gevolg hiervan was dat hij de Brabantse Revolutie toejuichte. In een herderlijk schrijven van 17 december 1789 jubelde hij omwille van de bevrijding van het keizerlijke juk. Ondertussen had Arberg ook aan de Franse Revolutie deelgenomen. Van april tot juli 1789 had hij als vertegenwoordiger van Noord-Frankrijk aan de activiteiten in Versailles deelgenomen. Op 20 juli werd hij nochtans weer huiswaarts gestuurd want de Assemblée had vastgesteld dat hij de Franse nationaliteit niet had. Hij ondervond dit als een persoonlijke vernedering en bekampte voortaan alles wat uit Frankrijk kwam.
In april 1791 verliet hij zijn residentie en kwam pas in mei 1793 terug, nadat de eerste Franse inval voorbij was. Hij bleef zich streng opstellen tegenover de priesters die de republikeinse eed aflegden en ontnam hun elke jurisdictie.
Bij de tweede Franse inval in april 1794 nam hij de wijk naar Doesten in Duitsland en vervolgens naar het slot Krechling bij Bocholt. Hij liet het bestuur van het bisdom over aan zijn vicaris Jacobus Houcke (1732-1802), in wie hij vertrouwen had en die zo goed en zo kwaad als het ging het bisdom leidde en een modus vivendi nastreefde met de republikeinse overheid. Arberg bleef van op afstand instructies geven, meestal in een zin van gestrengheid.
Na de uitvaardiging van het Concordaat met Pasen 1802 kon Arberg weer naar de Zuidelijke Nederlanden terugkeren, maar toen was hij al geen bisschop van Ieper meer.

## Ontslag
Het Concordaat van 15 juli 1801 betekende onder meer dat het bisdom Ieper werd afgeschaft en het grondgebied dat tot de Zuidelijke Nederlanden behoorde bij het bisdom Gent werd gevoegd. Arberg was daarmee de laatste bisschop van Ieper. Op 7 december 1801 ondertekende hij zijn ontslagbrief, zoals van hem werd geëist. Als vicaris bestuurde hij het bisdom nog tot 13 juni 1802, de dag waarop Etienne Fallot de Beaumont als nieuwe bisschop van Gent werd geïnstalleerd.
Hij ontving voortaan een pensioen van de Franse regering en vestigde zich in zijn kasteel van La Rochette, waar hij overleed.
Zijn stoffelijk overschot werd overgebracht en begraven in Elsloo.
Een geschilderd portret van hem bevindt zich in het Grootseminarie van Brugge.

## Publicatie
- La voix salutaire ou instructions spirituelles et morales sur différents sujets, par un solitaire